# ラテンアメリカ・カリブ経済委員会
国際連合ラテンアメリカ・カリブ経済委員会（こくさいれんごうラテンアメリカ・カリブけいざいいいんかい、英: United Nations Economic Commission for Latin America and the Caribbean）は、国際連合の経済社会理事会の地域経済委員会の一つ。英語での略称はECLACまたはUNECLAC、スペイン語やポルトガル語 での略称はCEPAL。
ECLACは加盟国46か国で構成される。内訳はラテンアメリカ 20か国、カリブ海地域 13か国、域外 13か国。準加盟の非独立地域として14地域で構成される。内訳はラテンアメリカ 1地域、カリブ海地域 13地域。

## 概要
1948年に国際連合ラテンアメリカ経済委員会（UNECLA）として設立された。1984年にカリブ海地域を含む名称に変更された。

## 加盟国

Map showing the Member States of ECLAC.

1. アメリカ合衆国
2. アルゼンチン
3. アンティグア・バーブーダ
4. イギリス
5. イタリア
6. ウルグアイ
7. エクアドル
8. エルサルバドル
9. オランダ
10. ガイアナ
11. カナダ
12. 韓国
13. キューバ
14. グアテマラ
15. グレナダ
16. コスタリカ
17. コロンビア
18. ジャマイカ
19. スペイン
20. スリナム
21. セントクリストファー・ネイビス
22. セントビンセント・グレナディーン
23. セントルシア
24. チリ
25. ドイツ
26. ドミニカ共和国
27. ドミニカ国
28. トリニダード・トバゴ
29. トルコ
30. ニカラグア
31. 日本
32. ノルウェー
33. ハイチ
34. パナマ
35. バハマ
36. パラグアイ
37. バルバドス
38. ブラジル
39. フランス
40. ベネズエラ
41. ベリーズ
42. ペルー
43. ボリビア
44. ポルトガル
45. ホンジュラス
46. メキシコ

### 準加盟地域
1. アメリカ領ヴァージン諸島
2. アルバ
3. アンギラ
4. イギリス領ヴァージン諸島
5. キュラソー
6. グアドループ
7. ケイマン諸島
8. シント・マールテン
9. タークス・カイコス諸島
10. バミューダ
11. プエルトリコ
12. フランス領ギアナ
13. マルティニーク
14. モントセラト